# Оксфордское движение

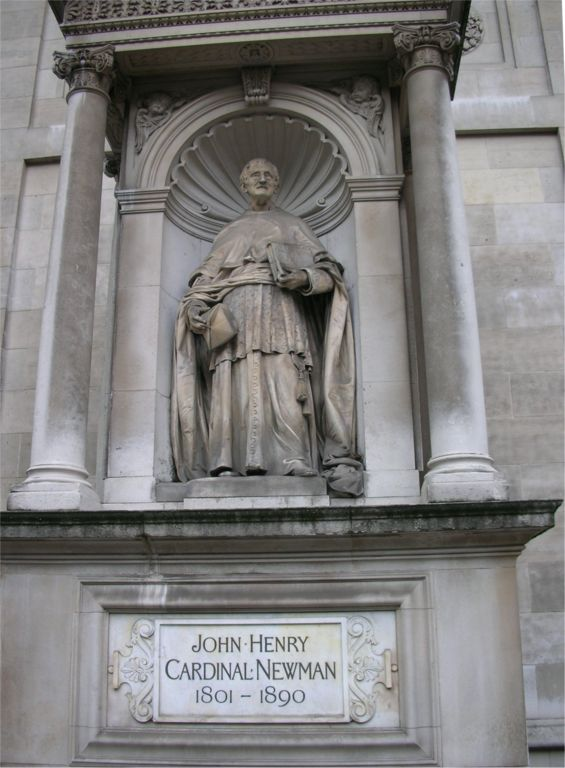
Статуя Джона Генри Ньюмена в одном из католических ораториев Лондона

Оксфордское движение — движение среди англикан Высокой Церкви (High Church) в Церкви Англии, которое постепенно развилось в англо-католицизм. Движение, члены которого часто ассоциировались с Оксфордским университетом, выступало за восстановление традиционных аспектов христианской веры, впоследствии утерянных, и их включение в англиканскую литургию и богословие. Именно в недрах Оксфордского движения родилась «теория ветвей», согласно которой Англиканская церковь является одной из трёх ветвей Церкви Христовой вместе, соответственно, с Римско-католической и Православной церквами.
Оно также известно как Трактарианское движение после серии публикаций «Tracts for the Times», опубликованных между 1833 — 1841 гг. Эту группу также называли Ньюмэнитами (Newmanites) (до 1845 года) и Пьюсеайцами (Puseyites) (после 1845 г.) в честь двух великих трактарианцев — Джона Генри Ньюмена и Эдварда Бувери Пьюзи. Среди наиболее известных трактарианцев можно назвать Джона Кибла, Чарльза Мэрриотта (Charles Marriott), Ричарда Харрелла Фроуда (Richard Hurrell Froude), Роберта Уилберфорса (Robert Wilberforce), Айзека Уильямса (Isaac Williams) и Уильяма Палмера из Вустер-колледжа.

## Начало движения
Непосредственным импульсом для движения стала секуляризация церкви, фокусом которой стало решение правительства сократить до десяти количество ирландских епископов в Церкви Ирландии в соответствии с Актом о реформе 1832 года. Кибл обрушился с критикой на это предложение, назвав его «национальной изменой» в своей проповеди (Assize Sermon) в Оксфорде в 1833 году. Лидеры движения критиковали либерализм в богословии. Их интерес к корням и истокам христианства привел к пересмотру отношений между Церковью Англии и Римско-католической церковью.
Движение постулировало «Теорию ветвей», которая утверждала, что англиканство наряду с православием и католицизмом формируют три «ветви» одной «Кафолической Церкви». Идеологи движения выступали за включение в литургию ряда традиционных аспектов из средневековой богослужебной практики, так как считали, что Церковь стала слишком «простой». В девяностом и последнем трактате (Tract), Ньюмен выступал с мнением, что доктрины Римско-католической церкви, установленные Тридентским собором, совместимы с тридцатью девятью статьями англиканского вероисповедания Церкви Англии XVI века. Обращение Ньюмена в 1845 году в католицизм оказало большое влияние на всё движение.

## Публикации
Кроме «Tracts for the Times», богословско-идеологический базис для движения составляло собрание переводов Отцов Церкви, известное как «Библиотека Отцов Церкви» (the Library of the Fathers). В итоге это собрание составило 48 томов, последний из которых был опубликован через три года после смерти Пьюзи. Главным редактором многих из томов был Чарльз Мэрриотт. Так же были опубликованы некоторые оригинальные тексты на греческом и латыни.

## Критика
Оксфордское движение подвергалось острой критике в том, что оно было явной «романизирующей» тенденцией. Тем не менее, оно начало оказывать влияние на богословие и практику Церкви Англии. Результатом этого стала организация англиканских религиозных орденов, как мужских, так и женских, и восстановление ряда монастырей и центров паломничества (например, Англиканская Часовня Богоматери Уолшинхемской). Оно также включило идеи и практики, касающиеся литургии и церемоний, в стремлении привнести более сильный эмоциональный символизм и энергию в церковь. В особенности, оно привнесло понимание литургического движения в жизнь Церкви. Его влияние стало так сильно, что постепенно Евхаристия стала вновь центром богослужения, богослужебные одеяния стали повсеместно использоваться, и ряд католических практик вновь были введены в богослужение. Это вело к спорам в церквях, которые заканчивались в суде (как например в споре о ритуализме).
Частично по причине того, что епископы не обеспечивали священников-трактарианцев жильём, они часто заканчивали свою жизнь, работая в трущобах. Это привело к тому, что они развили критику британской политики на местном и национальном уровнях.

## Трактарианство и Русская православная церковь
Англиканский диакон Уильям Палмер из Магдален-Колледжа, один из основателей Оксфордского движения, интересовался российским православием и совершил две поездки в Россию в 1840 и 1842 для ознакомления с жизнью Русской православной церкви и переговоров о возможном воссоединении двух Церквей. Состоял в переписке со славянофилом  А. С. Хомяковым. Рассматривал возможность присоединения к Российской церкви, но в итоге, в 1855 принял католичество.